# Acizzia pendulae
Acizzia pendulae är en insektsart som beskrevs av Taylor 1999. Acizzia pendulae ingår i släktet Acizzia och familjen rundbladloppor. Inga underarter finns listade i Catalogue of Life.